# أوتيل بونو
أوتيل بونو كان طبيبًا وسياسيًا تشاديًا.

## حياته
كان المدير الطبي للمستشفى في عاصمة تشاد فورت لامي (نجامينا الآن)، في عام 1963 عندما تم القبض عليه بتهمة التآمر ضد حكومة الرئيس فرانسوا تومبالباي حكم عليه بالإعدام وخفف عقوبته بعد حملة شرسة قادها الحزب الشيوعي الفرنسي. تم تأجيل تنفيذه في عام 1965 وتمكن من استئناف مسيرته الطبية.
في عام 1969 تم القبض على بونو مرة أخرى وحكم عليه بالعمل الجبري. لكن تومبالباي أطلق سراحه مبكرًا وعينه مديرًا (أي موظفًا حكوميًا رئيسيًا) في وزارة الصحة التشادية حتى غادر تشاد في عام 1972 وتوجه إلى باريس ، حيث انضم إلى المعارضة السياسية في المنفى. كان قد نظم مؤتمرا صحفيا لإطلاق حزب سياسي جديد، هو الحركة الديمقراطية للتشاديان، ولكن قبل يومين في 26 أغسطس 1973 اغتيل أوتيل بونو في باريس. قتل برصاصتين من مسدس بينما كان يصعد إلى سيارته.
فشل تحقيق الشرطة في العثور على الجاني وأغلق الملف عام 1982 من قبل قاضي التحقيق. كانت هناك شكوك حول تورط كل من المخابرات الفرنسية والحكومة التشادية. حدد صحفي القاتل على أنه عميل فرنسي عمل سابقًا مع الرئيس بوكاسا رئيس جمهورية إفريقيا الوسطى جاك بوكيل، ربما بأوامر من كميل جورفينيك المساعد الفرنسي للرئيس تومبالباي.
حاولت نادين زوجة أوتيل بونو الفرنسية إعادة فتح القضية لكن استئنافها رُفض واضطرت لدفع التكاليف القانونية.
تم الاستشهاد بقضية أوتيل بونو كمثال على شبكة الروابط السرية بين الأشخاص الأقوياء في فرنسا ومستعمراتها الأفريقية السابقة، والتي صاغها المؤلف فرانسوا كزافييه فيرشاف مصطلح فغونسافخيك في عام 1994.